# Lissabons spårväg
Lissabon har haft spårvagnstrafik sedan 1873, då dragna av mulor. Den första elektriska spårvagnen rullade 1901. Efter att ha drabbats av många nedläggningar fram till 1990-talet har det kvarvarande nätet börjat växa under senare år. 

## Linjenät
| Linje | Sträcka                                                         | Restid | Turtäthet (vardagar) | Notering                                 |
| ----- | --------------------------------------------------------------- | ------ | -------------------- | ---------------------------------------- |
|       | Praça da Figueira → Martim Moniz → São Tomé → Praça da Figueira | 19 min | 13 min               | (ringlinje, enbart i klockans riktning)  |
|       | Praça da Figueira ⇄ Algés                                       | 40 min | 10 min               |                                          |
|       | Cais do Sodré ⇄ Cemitério da Ajuda                              | 31 min | 22 min               |                                          |
|       | Praça Luís de Camões ⇄ Campolide                                | 21 min | 16 min               | Återöppnade 2018, efter nedläggning 1995 |
|       | Praça da Figueira ⇄ Campo de Ourique                            | 25 min | 14 min               |                                          |
|       | Martim Moniz ⇄ Campo de Ourique                                 | 37 min | 8 min                |                                          |

## Vagnpark
Vagnparken består av 10 stycken enkelriktade ledvagnar som enbart trafikerar linje 15 samt 40 stycken av de för Lissabon karaktäristiska tvåaxlade "Remodelados". 

## Museum
Vid den enda vagnhallen, Santo Amaro, belägen nästan under 25 april-bron finns även ett spårvägsmuseum.